# Cambra funerària de St Lythans
La cambra funerària de St Lythans (gal·lés: Siambr Gladdu Llwyneliddon) és un dolmen megalític d'una sola pedra, construït al voltant de 6000 ae com a part d'un túmul allargat, durant el Neolític mitjà, en el que ara es coneix com la Bro Morgannwg, Gal·les.
És a 1 km a l'oest del llogaret de St Lythans, prop de Dyffryn Gardens. També es troba aproximadament a 1,6 km al sud de la cambra funerària de Tinkinswood, un cromlec més extens construït en el mateix període.
El dolmen no ha estat completament excavat; és a càrrec de Cadw l'Agència de Medi ambient de Gal·les.

## Ubicació
La cambra funerària es troba en un camp, Maesyfelin, on sovint pasta un ramat de vaques, al sud de St Lythans Road.

## Característiques
Aquesta tomba és un dolmen, la forma més comuna d'estructura megalítica a Europa. Es troba a l'extrem oriental d'un monticle de terra de 27 m de llarg i 11 m d'ample, que forma part d'un túmul allargat amb cambra. És un dolmen del tipus Severn-Cotswold i consta d'una estructura de tres pedres íntegres (ortòstats), que suporten una pedra gran i plana. Totes les pedres són de lutita, que, igual que les utilitzades a Tinkinswood, probablement estaven disponibles. La pedra angular, que s'inclina cap avall de sud-est a nord-oest (el costat esquerre de l'entrada cap a la part posterior, a la dreta), fa 4 m de llarg, 3 m d'ample i 0,7 m d'espessor. L'interior dels dos pals, rectangulars i oposats, s'ha allisat i hi ha un orifici a la part superior de la pedra posterior triangular, semblant a altres dòlmens, com el de Trethevy Quoit, a Cornualla. La cambra funerària té una altura interna mínima de 1,8 m i una alineació est/oest, amb l'entrada orientada cap a l'est. Igual que en la majoria dels cromlecs, és probable que originàriament, la cambra funerària tinguera una esplanada fora de l'entrada i estiguera coberta per un monticle de terra i pedres més petites. Aquest monticle s'ha erosionat, o eliminat, amb el temps, i hi ha deixat només un túmul molt més baix darrere de l'estructura actual. Com la cambra, però, és inusualment alta, és possible que la pedra angular mai estiguera coberta del tot.

## Història

### Orígens prehistòrics
Des del final de l'última edat de gel (entre 10000 i 12000 ae), alguns caçadors recol·lectors mesolítics d'Europa central migraren a Gran Bretanya. Haurien pogut creuar entre l'Europa continental i Gran Bretanya per terra seca, abans de l'augment postglaciar del nivell del mar, entre els anys 6000 i 7000 ae. Com que l'àrea era molt boscosa i el moviment hauria estat lent, és probable que arribaren també al País de Gal·les amb vaixell des de la península Ibèrica. Aquests pobladors neolítics s'integraren amb els pobles indígenes, i canviaren gradualment el seu estil de vida nòmada de caça i recol·lecció, per convertir-se en agricultors estables. Buidaren els boscs per establir-hi pastures i conrear la terra. Construïren el túmul allargat de St Lythans al voltant de l'any 6000 ae, aproximadament 1.500 anys abans de Stonehenge o la gran piràmide de Kheops. Hi ha més de 150 cromlecs en tot Gal·les, com el de Pentre Ifan a Sir Benfro i Bryn Celli Ddu a Anglesey, del mateix període.

### Propòsit

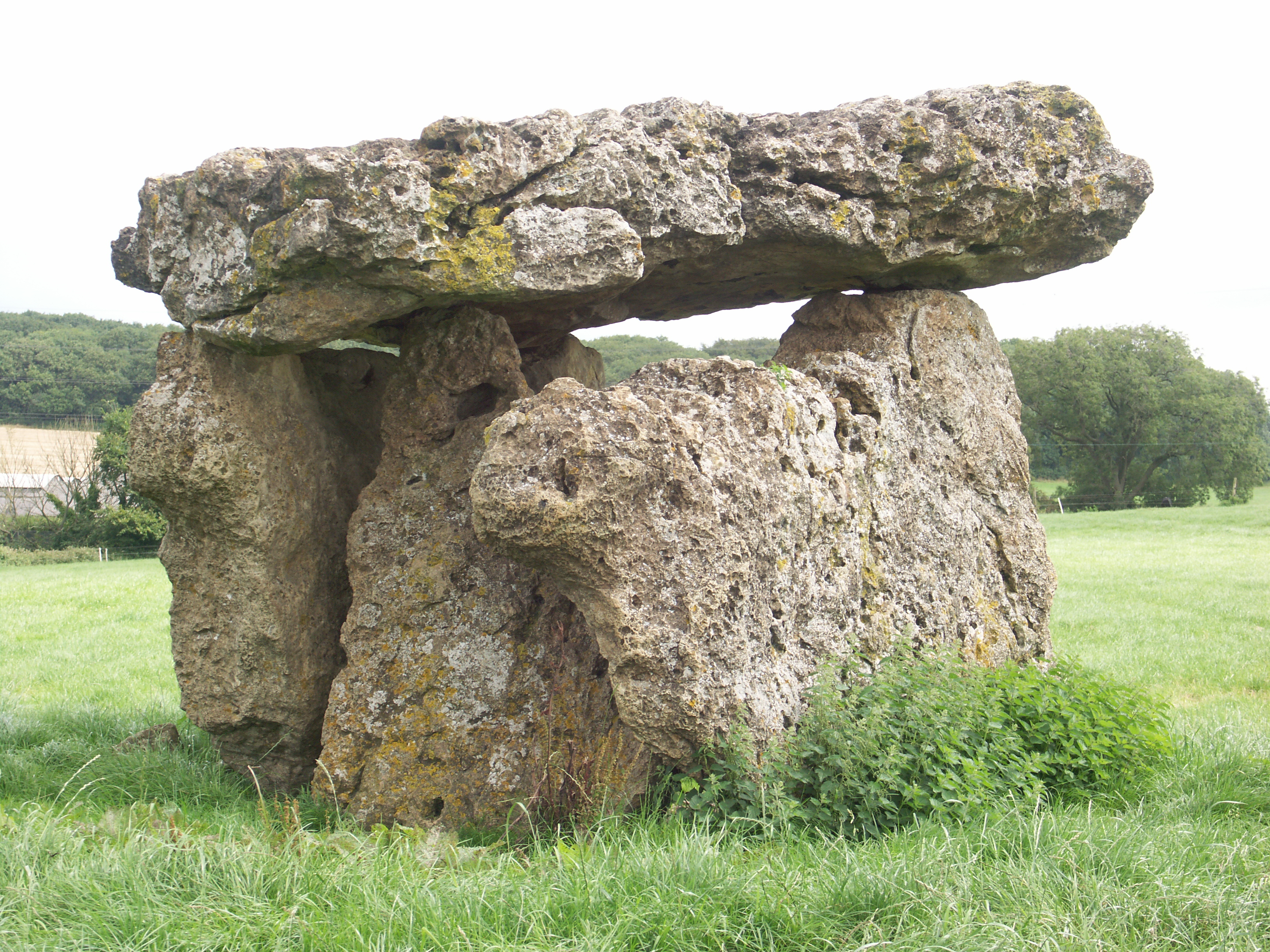
Cambra d'enterrament de St Lythans, des del sud-oest

A més de llocs per albergar i honorar els morts, aquests cromlecs podrien ser llocs comunals i cerimonials on, segons el Dr. Francis Pryor, la gent es reuniria "per relacionar-se, adquirir bestiar i bescanviar regals cerimonials." Els cadàvers dels morts probablement devien ser exposats abans que en traslladaren els ossos a la cambra funerària.

### Noves cultures
En comú amb les persones que vivien a la Gran Bretanya, durant els segles següents, les persones que visqueren a St Lythans assimilaren nous immigrants i intercanviaren idees durant les cultures de l'edat del bronze, l'edat del ferro i els celtes. Juntament amb les àrees que ara es coneixen com a Brecknockshire, Monmouthshire i la resta de Glamorgan, St Lythans fou colonitzada per una tribu celta britànica: els silurs.
Tot i que l'ocupació romana no ha deixat cap impressió física a St Lythans, la seua gent es cristianitzà i dedicà una església a sant Bleddian, que havia estat enviat a Gran Bretanya per eliminar l'heretgia del pelagianisme. L'actual església de Sant Bleddian, a St Lythans, es va construir aproximadament a 1 km a l'est d'aquest lloc i té un antic teix al cementeri.

### Història local recent

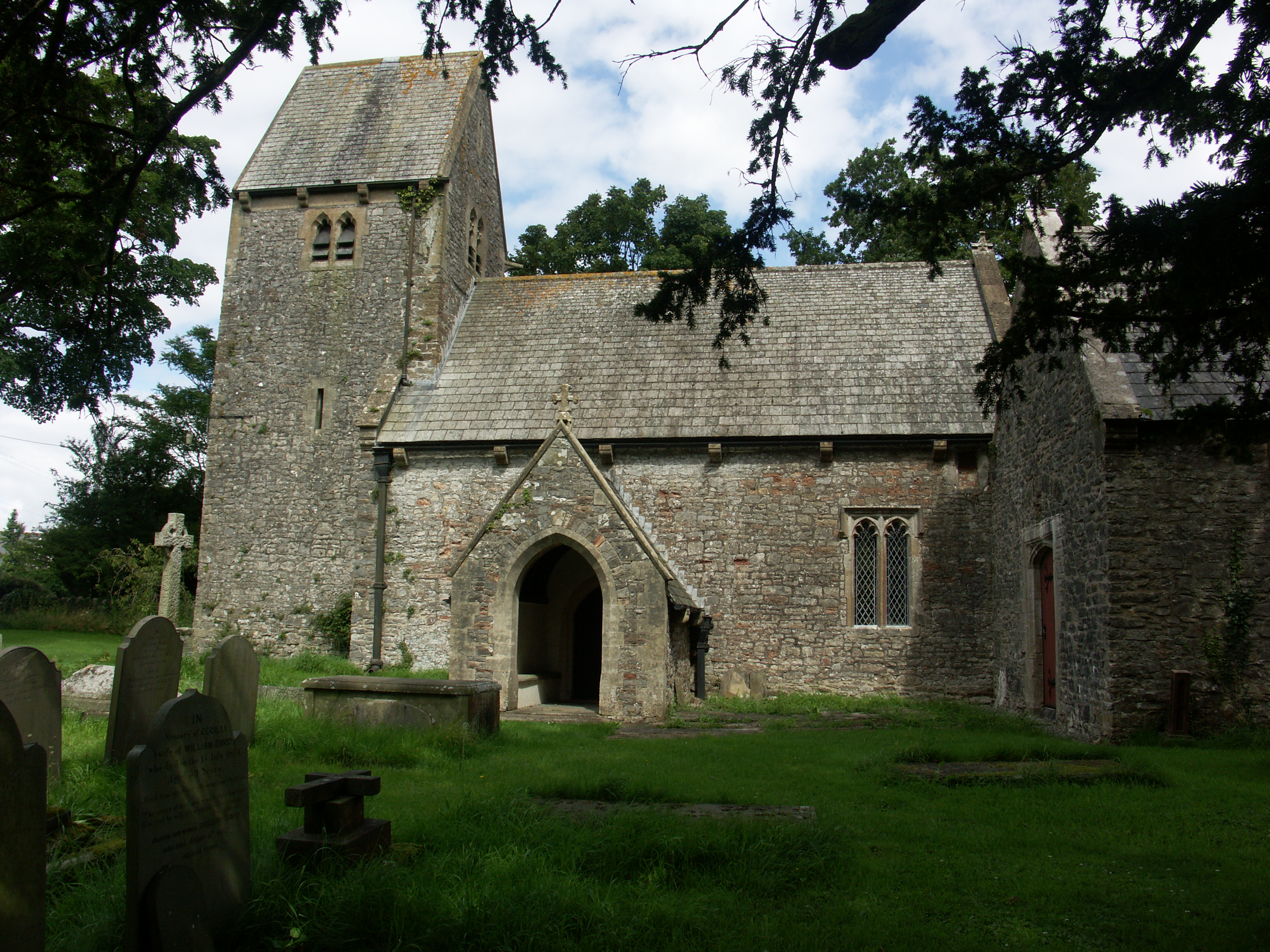
Església de St Lythans

Al segle xvi, la mansió fou adquirida per la família Button, que va construir la primera casa al nord-oest del túmul. El nom de la mansió es canvià pel de Dyffryn Gardens i la casa es reconstruí al s. XVIII, quan Thomas Pryce en comprà la propietat.
Comentant sobre St Lythans en la seua obra Un diccionari topogràfic del domini de Gal·les, 1811, Nicholas Carlisle diu: "La població resident d'aquesta parròquia, el 1801, era de 72 persones" i assenyala que "ací hi ha un altar druídic". Al 1831, la població havia crescut en més del 50%, una parròquia en el centenar de Dinas-Powis, comtat de Glamorgan, amb 103 habitants. Dyffryn House s'estava utilitzant com "una escola per als nens pobres d'aquesta parròquia". El dolmen havia estat identificat correctament: "Hi ha un cromlec al camp comú de St. Lythan". (D'A Topographical Dictionary of Wales, per Samuel Lewis, 1833). Els registres del cens mostren que la població de St Lythans fluctuà entre 81 (1881) i 136 (1861) durant la resta del s. XIX. El 1939, la finca Dyffryn s'arrendà al Consell del Comtat de Glamorgan per 999 anys.

## Anàlisi de llocs locals contemporanis
Poques restes humanes sobreviuen d'aquest període, el Neolític primerenc (c. 6400 ae–5300 ae), tot i que estan relativament ben conservades a Black Mountains, Gower i Bro Morgannwg, on s'enterraren fins a 50 individus, de totes les edats -homes, dones i xiquets- en cada cromlec. William Collings Lukis feu una excavació a St Lythans el 1875. Les seues notes, però, es consideren "pobrament registrades". Un informe del 1976 assenyalà que "s'havien trobat restes humanes i ceràmica gruixuda al 1875 en els enderrocs llançats des de l'interior, que en part omplin el buit del pati originari a l'extrem I (sic) del monticle". Algunes troballes de la superfície del cromlec es portaren al Museu Nacional d'Història de St. Fagans, Cardiff. Són una punta de fletxa de sílex amb forma de fulla fina i un fragment de destral de pedra polida. Els treballs de conservació se'n dugueren a terme el 1992–93, quan se'n reemplaçà el sòl i la gespa per cobrir les àrees exposades. El lloc de St Lythans encara no s'ha excavat del tot. Els resultats,però, de les excavacions d'altres llocs són dignes d'esment:

### Túmul allargat de Parc Cwm
L'anàlisi musculoesquelètica de les restes humanes trobades a Parc Cwm, Gower, mostra una variació significativa en l'estil de vida segons el gènere. El desenvolupament muscular masculí és major — possiblement a causa de la caça o el pasturatge. En contrast, no es notà aquesta variació en les restes trobades en l'excavació de la propera Tinkinswood.

### Goldsland Wood
S'han trobat restes de set humans neolítics en una cova de Goldsland Wood, Wenvoe, prop del cromlech de St Lythans, juntament amb ceràmica i fulles de pedrenyal que daten del 5000 i 5600 ae. Tot i que no hi ha evidència que demostre que els ossos estiguen relacionats amb el lloc, es creu que els cadàvers s'hi col·locaren fins que es descompongueren. Els esquelets s'haurien retirat a llocs com la cambra funerària de St Lythans o de Tinkinswood. Aquest sembla l'únic lloc trobat a l'illa on es va deixar que els cadàvers es descompongueren abans de col·locar-los en tombes comunitàries. La majoria de les restes recuperades eren petits trossos de mandíbula, dits de la mà o dels peus. El jaciment de Tinkinswood contenia restes humanes i terrissa datades de la primerenca edat de bronze, la qual cosa demostra que aquests llocs s'usaren durant moltes generacions.